# Munken
Munken est une localité du Cameroun, située dans l'arrondissement (commune) de Zhoa, le département du Menchum et la Région du Nord-Ouest.